# خايمي فاديل
خايمي فاديل (بالإسبانية: Jaime Vadell)‏ هو ممثل تشيلي، ولد في 6 أكتوبر 1935 بفالبارايسو في تشيلي.

## وصلات خارجية
- خايمي فاديل على موقع IMDb (الإنجليزية)
- خايمي فاديل على موقع قاعدة بيانات الأفلام العربية
- خايمي فاديل على موقع ألو سيني (الفرنسية)
- خايمي فاديل على موقع أول موفي (الإنجليزية)
- خايمي فاديل على موقع قاعدة بيانات الأفلام السويدية (السويدية)
- خايمي فاديل على موقع قاعدة بيانات الفيلم (الإنجليزية)
- خايمي فاديل على موقع كينوبويسك (الروسية)